# Road Construction Company

Wegweiser am Abschnittsbeginn der 111. RCC

Die Road Construction Companies sind Einheiten der indischen Armee. Ihre primäre Aufgabe ist es, die strategisch wichtigen Straßen in den Grenzregionen zu Pakistan, China, Bangladesch, Nepal und Myanmar in Stand zu halten, da Indien nicht zu all seinen Nachbarstaaten ein freundschaftliches Verhältnis hat. 
Diese Aufgabe erfordert einen nicht unerheblichen Material- und Personalaufwand, da viele dieser Straßen entweder in den Höhen des Himalaya oder in den Dschungelgebieten Ostindiens liegen.
Eine der berühmtesten durch die Road Construction Companies in Stand gehaltene Straße ist der Manali-Leh-Highway, der über den Taglang La in 5300 Metern Höhe führt.
Auf Grund der Tatsache, dass die Einheiten unter widrigsten Bedingungen enge Straßen instand halten, die wegen ihrer Bedeutung möglichst nicht gesperrt werden sollten, haben diese Einheiten die vermutlich höchsten Unfallzahlen aller Streitkräfte weltweit.